# Symmetric in Design
Symmetric in Design - debiutancki album szwedzkiej grupy muzycznej wykonującej melodic death metal, Scar Symmetry. Album został wydany w 2005 roku.

## Lista utworów
1. "Chaosweaver" - 3:41
2. "2012 - The Demise Of The 5th Sun" - 3:52
3. "Dominion" - 3:26
4. "Underneath the Surface" - 3:50
5. "Reborn" - 3:58
6. "Veil Of Illusions" - 5:07
7. "Obscure Alliance" - 3:42
8. "Hybrid Cult" - 5:00
9. "Orchestrate the Infinite" - 4:08
10. "Detach from the Outcome" - 3:25
11. "Seeds of Rebellion" - 3:12
12. "Eleventh Sphere" - 5:20